# فهد الحبيب
فهد خالد الحبيب، حارس مرمى سعودي، لعب سابقاً في نادي الشباب.